# Marc-René de Montalembert (1714-1800)
Pour les articles homonymes, voir Montalembert.
Marc-René de Montalembert, né à Angoulême le 16 juillet 1714 et mort à Paris le 28 mars 1800, est un général, homme de lettres et ingénieur français, spécialisé dans les fortifications défensives.

## Biographie

### Carrière militaire
Seigneur de Maumont, Juignac, Saint-Amant, Montmoreau, la Vigerie et Forgeneuve, il entre comme cornette au régiment de Conti-Cavalerie le 1er juin 1733, il y fait les campagnes de la guerre de succession de Pologne, et il est promu au grade de capitaine le 25 mars 1734. Le 10 juillet 1742,  lors de la guerre de succession d'Autriche, il est nommé capitaine des gardes du prince de Conti, qu'il suit à l'armée de Bavière en 1743, et en Italie en 1744, puis il reçoit une commission de mestre de camp de cavalerie le 18 octobre 1745, et fait en cette qualité, à l'armée du Bas-Rhin, la campagne de 1745.

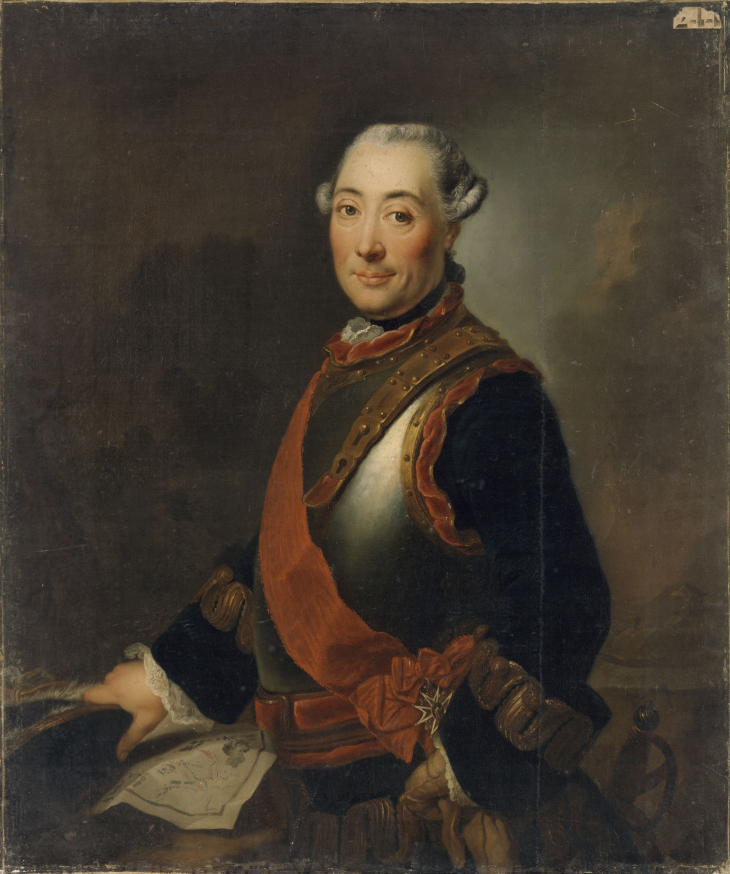
Portrait de Marc-René de Montalembert.

Il devient chevalier de Saint-Louis le 15 avril 1746. Il fait la campagne de Flandre cette même année. Il est pourvu le 20 mars 1752 de la charge de lieutenant-général en Saintonge et Angoumois[réf. nécessaire], et le 4 juillet suivant, de celle de troisième cornette des chevau-légers de la garde. Pendant la guerre de Sept Ans (1756 - 1763), il est envoyé dans les armées suédoises (en 1757 et 1758) puis russes (1759 et 1760) afin d'y jouer un rôle de conseiller et d'expert militaire. Il retourne en France en 1761 et, à cette occasion, est promu maréchal de camp le 20 février 1761 par le duc de Choiseul.
Il est élevé au grade de général de division le 23 février 1793.

### Ingénieur
Il est le créateur d'un nouveau système de fortifications dont le succès fut incontestablement prouvé aux sièges de Hanovre et de Brunswick, et utilisé par le gouvernement. Mais ce système changeait une partie des idées reçues et, en forçant le génie militaire à sortir du terre-à-terre et de la routine, il souleva l'opposition et les attaques très vives d'un grand nombre d'adversaires (qu'il eut peut-être le tort d'aigrir encore par des réponses imprimées, dans lesquelles il avait trop raison dans le fond pour en adoucir la forme), dont le chef de file était Fourcroy de Ramecourt. Cette polémique et cette opposition causèrent au marquis de Montalembert des dégoûts amers.
Entre 1776 et 1794, il publie les onze volumes de son ouvrage capital, " la fortification perpendiculaire, ou l'art défensif supérieur à l'art offensif ".
Montalembert milite pour des fortifications dotées d'une grande puissance de feu grâce à l'emploi de canons plus puissants qu'à l'époque de Vauban. Il remet en question le tracé bastionné, lui préférant des forts dotés d'un tracé polygonal, dont les fossés sont toujours protégés par des caponnières, mais dotés de tours à canons. Ses forts sont, de plus, dépourvus d'ouvrages de défense avancée. Prenant en compte les progrès de l'artillerie, Montalembert recommande d'éloigner la zone des combats de l'enceinte des places fortes. Les forts distants d'une dizaine de kilomètres font front à l'ennemi et se flanquent mutuellement.

### Vie publique

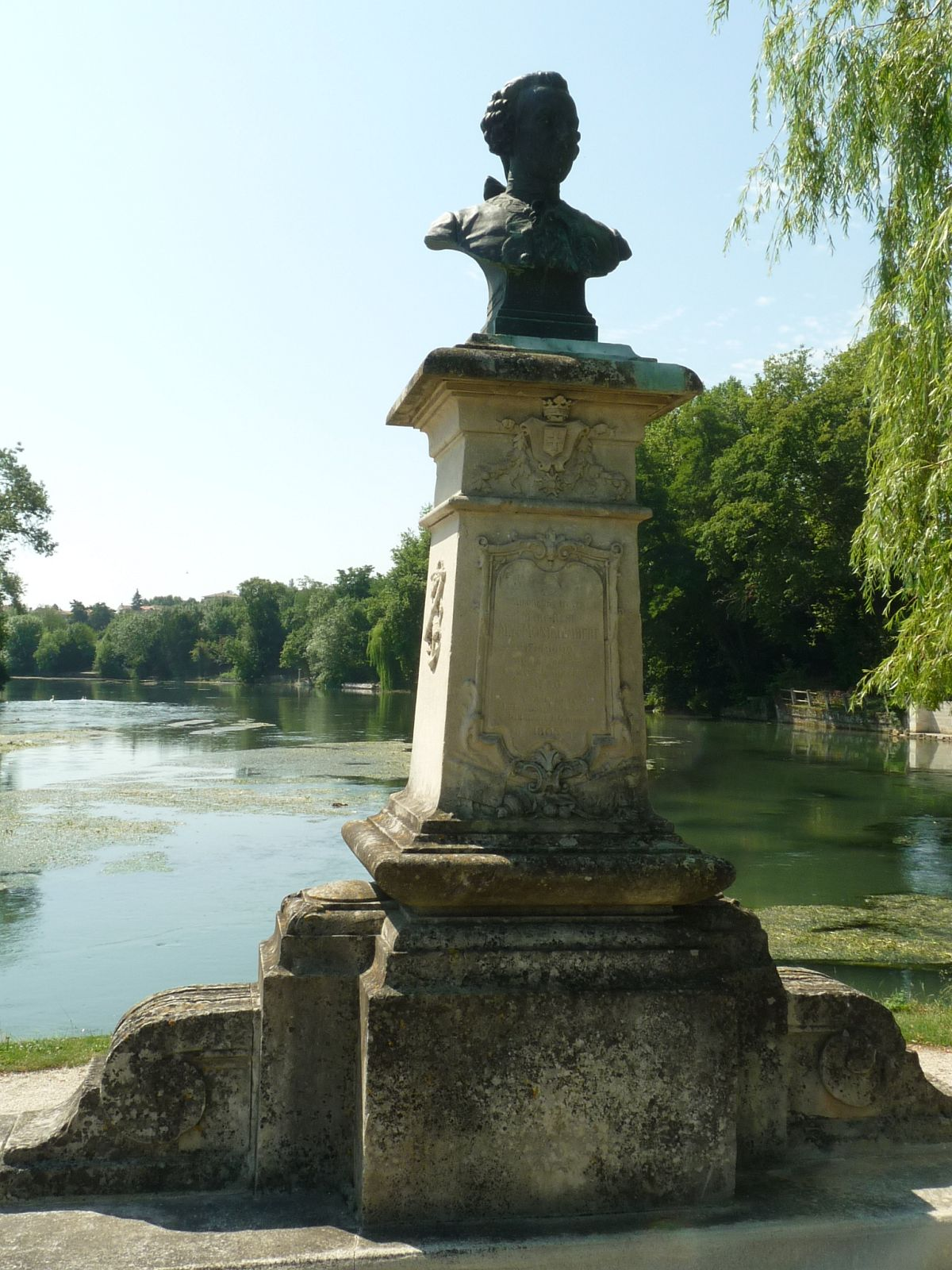
Buste de 1805 de Montalembert à Ruelle, Au grand citoyen.

Il est élu associé libre à l'Académie des sciences en 1747. En 1750 il rachète un moulin à papier sur la Touvre à Ruelle, qu'il convertit en forge à canons. Avec cette forge, celle de Forgeneuve à Javerlhac en Périgord et d'autres forges qu'il prend à ferme, il propose de fournir à la marine les canons de fonte de fer dont elle avait besoin. Sa proposition est acceptée le 17 septembre 1750 et la forge devient fonderie à canons pour la marine du roi en 1753.
À la suite de conflits d'ordre technique et financier, le gouvernement du roi Louis XV prend le contrôle de la forge en 1755 sans lui offrir aucune indemnité. 

Après de longues procédures judiciaires pour faire reconnaître sa propriété en Angoumois, Montalembert revend en 1774 Ruelle et Forgeneuve au comte d'Artois (le futur Charles X), qui la cède au roi Louis XVI en 1776. Il obtient alors une indemnité de 20 000 livres de rentes qu'il ne touchera jamais.
À demi ruiné, il reprend alors sa carrière militaire pendant la guerre de Sept Ans. Il présente  au duc de Choiseul, alors ministre, son Mémoire sur les fortifications. Ses plans, en avance sur leur temps, sont amèrement critiqués et jugés trop chers (la construction d'un fort dépassant le million de livres), et les canons de trop fort calibre risquent de mettre à l'épreuve la solidité de l'édifice.
Ce rejet contraint Montalembert à mettre lui-même ses théories en pratique : En 1757, le premier fort de la Rade (pointe Sainte-Catherine de l'île d'Aix) est détruit par  la flotte anglaise de l'amiral Hawke. Assisté de Choderlos de Laclos, il construit à ses frais en 1778 sur le même emplacement un ouvrage casematé  à trois niveaux de feu qui ne coûte que 800 000 livres. 
Cet ouvrage est démoli en 1783, mais les Allemands s'inspirent de ses plans pour édifier le fort de Coblence, 
Au XIXe siècle, d'autres forts conformes à ses principes sont érigés, comme le fort Boyard au large de l'île d'Aix. 
La fortification perpendiculaire rencontre plus de succès auprès des ingénieurs militaires étrangers, notamment austro-sardes. Ainsi, le site fortifié de l'Esseillon terminé en 1834 est une parfaite concrétisation des idées architecturales de Marc René de Montalembert. Parmi les ouvrages le composant, le fort Marie-Christine est  le plus fidèle aux conceptions novatrices du marquis : En forme d'hexagone, il  permet une concentration de tirs d'artillerie perpendiculaires dans un espace restreint. 
Arrive la Révolution française que Marc-René de Montalembert accepte franchement. D'abord effrayé par la loi des suspects, il émigre. Il revient  lorsque l'Europe se coalise contre la France et offre ses services et son expérience militaire au Comité de salut public.
On le voit, Marc-René de Montalembert avait joui d'une brillante fortune, en partie aliénée par vingt ans de travaux et de spéculation industrielle. Cependant lorsque les guerres révolutionnaires imposent à la France des dépenses colossales, il renonce au bénéfice d'une pension militaire qu'il devait à la perte d'un œil. Il meurt à Paris le 28 mars 1800, à l'âge de 85 ans, doyen des généraux et des membres de l'Académie des sciences. Quelques mois avant sa mort, il avait lu à l'Institut un Mémoire sur les affûts de la marine. Montalembert est l'auteur d'un important traité sur les fortifications militaires ainsi que de trois comédies. Il a par ailleurs inspiré Raymond Adolphe Séré de Rivières, qui est surnommé le « Vauban du XIXe siècle ».
Plusieurs villes en France ont une rue Montalembert, dont Paris ou Angoulême.

## Principales publications
Marc-René de Montalembert fut « associé libre de l’Académie royale des sciences, à partir de 1747, et membre de l’Académie impériale de Saint-Pétersbourg. »
- Essai sur l'intérêt des nations en général et de l'homme en particulier (1749)
- Cheminée poêle ou poêle françois. Mémoire lû à la rentrée publique de l'Académie royale des Sciences, le 12 novembre 1763 (Lire en ligne)
- La Fortification perpendiculaire, ou essai sur plusieurs manières de fortifier la ligne droite, le triangle, le quarré et tous les polygones, de quelqu'étendue qu'en soient les côtés, en donnant à leur défense une direction perpendiculaire (5 volumes, 1776-1784)
- Supplément au tome cinquième de la Fortification perpendiculaire, contenant de nouvelles preuves de la grande supériorité du système angulaire sur le système bastionné. L'on y a joint I ̊ un supplément relatif aux affûts à aiguille propre à monter l'artillerie des vaisseaux ; II ̊ un supplément au chapitre IXe du cinquième volume, qui traite des différentes méthodes à employer pour la défense d'une rade (1786)
- L'Art défensif supérieur à l'offensif, ou la Fortification perpendiculaire, contenant de nouvelles preuves de la grande supériorité du système angulaire sur le système bastionné, divers mémoires avec une addition à la théorie des embrasures, donnée au chapitre cinquième du deuxième volume (1793)

Correspondance
- Correspondance de M. le marquis de Montalembert, étant employé par le roi de France à l'armée suédoise, avec M. le marquis d'Havrincour, ambassadeur de France à la cour de Suède, M. le maréchal de Richelieu, les ministres du roi à Versailles, MM. les généraux suédois, et autres, etc., pendant les campagnes de 1757, 58, 59, 60 et 61, pour servir à l'histoire de la dernière guerre (3 volumes, 1777)

Théâtre
- La Statue, comédie en 2 actes, en prose, mêlée d'ariettes, Paris, Théâtre de l'hôtel de Montalembert, août 1784, [lire en ligne]
- La Bergère de qualité, comédie en 3 actes, mêlée d'ariettes, Paris, Théâtre de l'hôtel de Montalembert, 24 janvier 1786 [lire en ligne]
- La Bohémienne supposée, comédie en 2 actes, mêlée d'ariettes, Paris, Théâtre de l'hôtel de Montalembert, 7 mars 1786 [lire en ligne]